# Le Thaumaturge chinois
Le Thaumaturge chinois er en fransk stumfilm fra 1904 af Georges Méliès.